# ويليام ويلسون (قصة)
«وليام ويلسون» (بالإنجليزية: William Wilson)‏ هي قصة قصيرة كتبها إدغار ألان بو، نشرت لأول مرة في عام 1839، وكانت مستوحاة من سنوات بو التكوينية في لندن. وتتبع الحكاية موضوع دوبلغنجر وكتبت بأسلوب يقوم على العقلانية. وظهرت القصة أيضا في المجموعة القصصية حكايات غروتيسك وأرابيسك عام 1840 ، وتم اقتباسها عدة مرات.

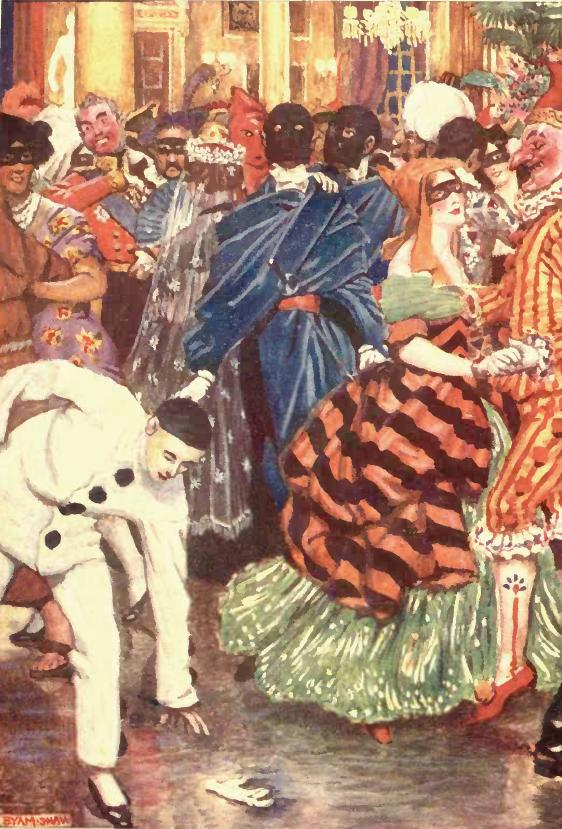
ويلسون و نظيره في الكرنفال بريشة (بيام شو) في نسخة لندن 1909